# José Ombuena Antiñolo
José Ombuena Antiñolo (València 1915-1992) va ser un escriptor i periodista valencià, director del diari Las Provincias entre 1959 i 1992.
Formà part del grup patrocinador del Diccionari català-valencià-balear. En els anys seixanta, havia de ser seleccionat per l'editorial Destino per a escriure una guia sobre el País Valencià, que finalment es va encarregar a Joan Fuster.
Juntament amb María Consuelo Reyna, és considerat responsable que Las Provincias adoptara una línia blavera durant la transició democràtica espanyola.

## Obres
- Sinfonía patética, 1950[2]
- La isla de los lagartos, 1958
- Valencia, ciudad abierta, 1971
- Dietario personal, 1974
- Papeles, 1967
- Las fallas de Valencia, 1971